# Plasmodesme

CW : paroi cellulaire ; CA : callose ; PM : membrane plasmique ; ER : réticulum endoplasmique ; DM : desmotube ; point rouge : actine.

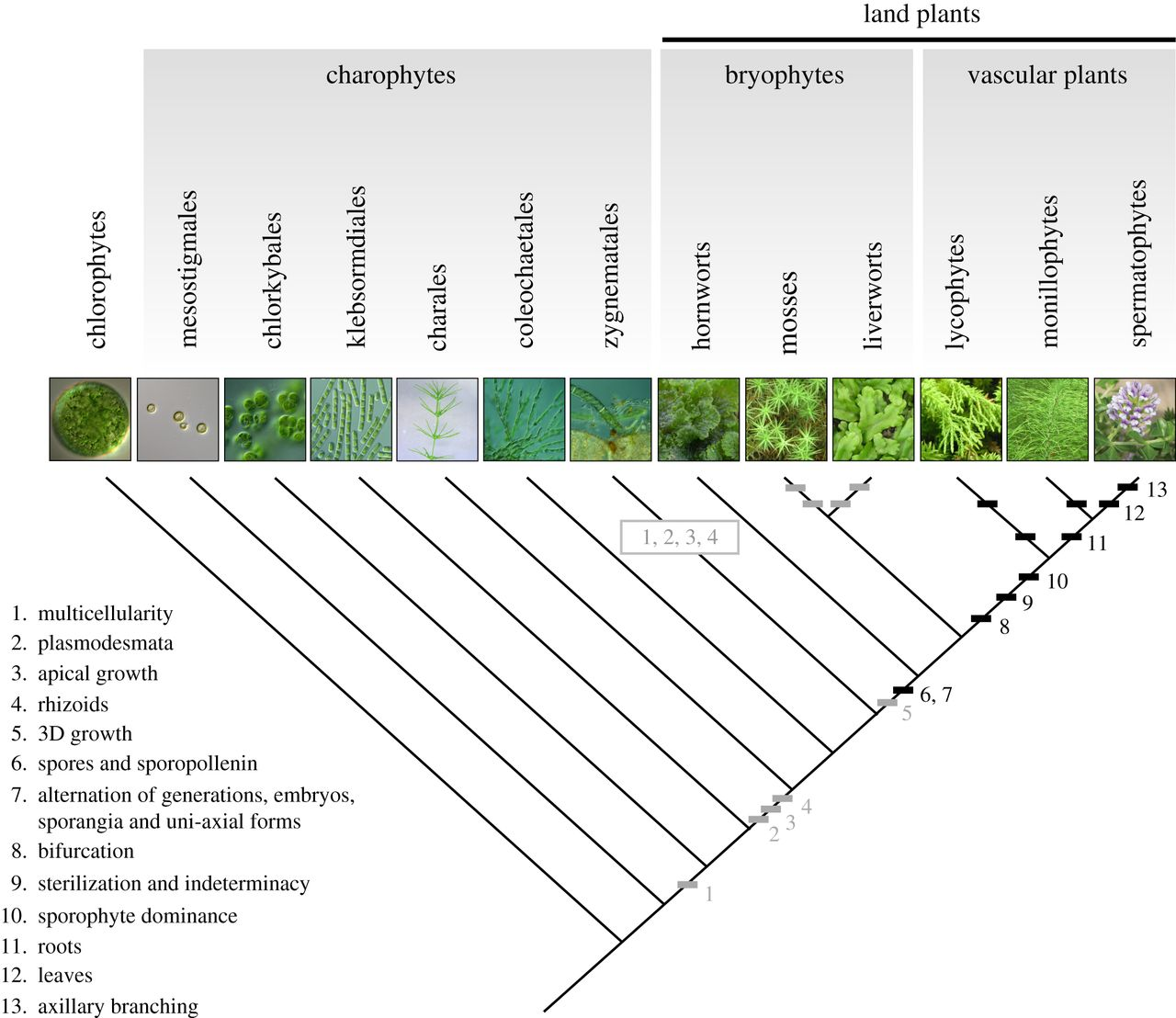
Évolution des principales structures et des plans d'organisation chez les plantes.

Un plasmodesme (du grec πλάσμα / plásma, « chose façonnée », et δεσμός / desmos, « lien ») est un canal traversant la paroi cellulaire des plantes, constituant la voie de passage de l'eau, des solutés, des phytohormones et des virus phytopathogènes qui se répandent à travers la plante. Ces connexions cytoplasmiques entre cellules végétales ont été décrites par le botaniste autrichien Eduard Tangl (de) à la fin du XIXe siècle, et dénommées Plasmodesmos quelques années plus tard par le botaniste allemand Eduard Strasburger.
Ces canalicules s'ouvrent sous l'action de l'actine, de la myosine et de la tubuline. Leur diamètre est d'environ 20 à 40 nm (à la différence des jonctions gap des cellules animales, dont le diamètre est de 2 nm). Ils relient les membranes plasmiques et les cytoplasmes des cellules adjacentes, qui forment alors un compartiment continu, le symplasme.

## Structure
Le plasmodesme est principalement constitué d'un anneau de protéines globulaires.
Le centre du plasmodesme est parfois occupé par le desmotubule. C'est une structure membranaire tubulaire reliant les réticulum endoplasmiques des deux cellules voisines. Le canal intradesmotubulaire ainsi formé à l'intérieur du desmotubule permet le passage contrôlé de molécules entre les cellules adjacentes. Il est en lien avec du réticulum endoplasmique rugueux de part et d'autre de la paroi. Le desmotubule est entouré d'un annulus de protéines globulaires sur toute l'épaisseur du plasmodesme. Aux extrémités du desmotubule on observe un col de calloses qui permet l'ouverture ou la fermeture des plasmodesmes.
L'ensemble des plasmodesmes représente en moyenne 1 % de la surface de la paroi, mais certaines zones en présentent une concentration élevée, alors que d'autres en sont quasiment dépourvues. Il y a en moyenne entre 1 000 et 10 000 plasmodesmes par cellule, ce qui conduit à la notion de symplasme.

## Rôle
Les plasmodesmes jouent un rôle primordial pour la communication entre organites à l'intérieur des cellules et et à l'extérieur pour la communication intercellulaire. Ils régulent le flux moléculaire entre les cellules via une interaction entre des protéines spécifiques et des lipides,.

## Histoire évolutive
La pluricellularité exige plusieurs adaptations, notamment la présence d’un continuum des cytoplasmes de cellules adjacentes ou proches afin d'assurer une voie de flux directe et rapide à l'eau, aux solutés (ions, petites protéines, phythormones) et une mutualisation des cytoplasmes dans un tissu (symplasme et apoplasme). Chez les végétaux de la lignée verte et les algues brunes, ce pont cytoplasmique a ainsi été fréquemment sélectionné au cours de l'évolution. L'acquisition des plasmodesmes est convergente chez ces deux lignées et analogue à celle des jonctions communicantes chez les animaux.